# Rolf Spinrads
Rolf Spinrads (* 5. Dezember 1942 in Bayern; † 28. März 1987 in Düsseldorf) war ein deutscher Fernseh-Redakteur, Regisseur und Autor.

## Leben

### Kindheit und Jugend
Rolf Spinrads stammte aus einer Düsseldorfer Familie, wurde aber wegen Evakuierung in Bayern geboren, wo er mit seiner Mutter – getrennt vom Vater – seine ersten Jahre bei Verwandten auf dem Land verbrachte. Erst einige Zeit nach Kriegsende fand sich die Familie wieder in Düsseldorf ein. Spinrads interessierte sich schon früh für Kunst, insbesondere Fotografie und Malerei. So gewann er mit 14 Jahren einen Wettbewerb der Photokina. Nach dem Abitur 1962 am Humboldt-Gymnasium Düsseldorf begann er deswegen ein Studium an der Kölner Universität, um Kunstlehrer zu werden. Er heiratete Inge (* 17. November 1944; † 8. März 2019 in Düsseldorf) und bekam einen Sohn, Thilo Spinrads. Die Familie wohnte in Düsseldorf-Lohausen, wo sie mit einer Richtantenne auch das niederländische Fernsehen verfolgen konnte.

### WDR
Studentenjobs und ein Volontariat führten dazu, dass Spinrads zum WDR ging und dort 22 Jahre als Fernsehredakteur tätig war.

„Er war ja ein sehr kreativer Mensch. Er war erst einmal - glaube ich - der jüngste Redakteur beim WDR mit 22 Jahren. Und er war auch anders als die anderen, sag ich mal ganz blöde.“

Rolf Spinrads war am Jugendmagazin Baff  beteiligt, einer mitunter bewusst irritierend und provozierend gestalteten Sendung. Er schuf gemeinsam mit dem Niederländer Gied Jaspars das ebenfalls 30-minütige Jugendmagazin Okidoki, welches allerdings im Ersten Programm und in Farbe lief. Neben kritischen Themen kam darin viel Musik vor, unter anderem gehörte Paul McCartney zu den Gästen. Es kam zweimonatlich am Samstagnachmittag um 15.30 Uhr, vom 14. November 1970 bis zur Sommerpause 1971. Spätere Heirat nicht ausgeschlossen war eine 45-minütige Sendung im 3. Programm des WDR, die ab dem 13. Oktober 1974 monatlich am Sonntag um 21 Uhr ausgestrahlt und von Reinhard Münchenhagen präsentiert wurde. Die Idee bestand darin, mit einer besonders kostengünstigen Sendereihe das Programm zu füllen. Es stellten sich drei Kandidaten nacheinander vor und erzählten im Studio über ihr Privatleben, wobei man auch Dias von ihrer Wohnung und deren Umgebung zeigte. Um an die Kandidaten zu gelangen, hatten WDR-Mitarbeiter zuerst Leute im täglichen Leben angesprochen, eine Auswahl dann zu Hause besucht und wiederum eine Auswahl ins Studio eingeladen, um daraus die Kandidaten zu finden. Die Antwortbriefe reichte man ungeöffnet weiter und berichtete darüber nicht weiter. Es handelte sich also um eine frühe Dating-Shows.
Spinrads hat auch einigen deutschen Künstlern zum Erfolg im deutschen Fernsehen verholfen, indem er Personality-Shows mit ihnen produzierte, darunter Vicky Leandros, deren Show die Bronzene Rose von Montreux 1971 gewann, Marius Müller-Westernhagen, Udo Lindenberg und Otto. Letzterem traute er zunächst noch nicht zu, eine ganze Show alleine zu bewältigen, so dass er in der ersten Otto-Show, die am 27. August 1973 um 21 Uhr im Ersten Programm lief, auch noch Peter Horton und die Cherry Cats auftreten ließ. Das Publikum behielt aber nur Otto in Erinnerung.
Die bekannteste Sendereihe von Rolf Spinrads ist die Plattenküche, eine Show nach niederländischem Vorbild. Ihr folgte Bananas. Mit dem Übergang von der Plattenküche zu Bananas hatte Spinrads beschlossen, nicht nur Redakteur, sondern nun auch Regisseur zu sein. Diese Regelung war einzigartig im WDR und galt auch für die nachfolgenden Produktionen.

„Er hatte ja seine feste Crew, das waren alles fest angestellte WDR-Leute, mit denen er gearbeitet hat, aber die waren anders drauf als der Rest vom WDR.“

Dabei handelte es sich um den Typ Regisseur, der glaubte, das Resultat wird am besten, wenn er nach dem Grundsatz arbeitet, wie viel hält ein Schauspieler aus, also teilweise menschenverachtend vorging. Nach vier Jahren Bananas folgte Känguru, die erste Show von Hape Kerkeling, mit der er ihn groß heraus brachte. Da Isabel Varell auch eine Rolle hatte, befand er, es würde gut passen, wenn sie mit Kerkeling einen Sketch spielt. Nach dem Bruch mit Hape Kerkeling folgte Frankobella, der Titel ergab sich aus den Vornamen der Hauptdarsteller Frank Zander und Isabel Varell. Es handelte sich um „45 Sketche in 45 Minuten“, wobei nur eine einzige Ausgabe entstand, die am 7. April 1987 um 20.15 Uhr ausgestrahlt wurde. Spinrads war bereits während der Dreharbeiten sehr krank und schon vor der Ausstrahlung gestorben. Seit Dezember wusste er von seinem Lungenkrebs, wobei er ungern Ärzte konsultierte und versuchte, die Krankheit mit einem Naturheilverfahren zu bekämpfen. Er ließ sich von seiner Frau zum Drehort fahren und kommunizierte nur noch per Mikrophon mit den Schauspielern, wobei er noch am Tag vor seinem Tod arbeitete. Am Morgen seines Todestags begab er sich in ein Krankenhaus und schlief dort für immer ein.

## Fernsehdokumentation
- Lachgeschichten – Plattenküche, ein Film von Winni Gahlen, 45 Min., WDR und RBB, 2011
- Lachgeschichten – Bananas, ein Film von Winni Gahlen, 45 Min., WDR, 2013
- Chaos im Dritten – Die legendäre Plattenküche, ein Film von Oliver Schwabe, 45 Min., WDR, 2019